# هانس سميت
هانس سميت هو مدرب كرة قدم إندونيسي، ولد في 29 يونيو 1958 في جاكرتا في إندونيسيا.